# Nizozemské velvyslanectví v Praze
Nizozemské velvyslanectví v Praze (nizozemsky Nederlandse Ambassade in Praag) je zastupitelský úřad Nizozemského království v České republice, který má sídlo v domě U Božího oka čp. 276/XIX v Gotthardské ulici čp. 6, v Praze 6–Bubenči. Budova je od roku 1958 chráněná jako kulturní památka.

## Prehistorie a historie
Místo je archeologickou lokalitou pravěké laténské kultury a raně středověkých nálezů germánských, které pocházejí již z průzkumů v 19. století. Budova velvyslanectví stojí na parcele jednoho z dvorců osady Přední Ovenec, která byla vytyčena již ve středověku, na terase svažitého terénu velkého pozemku. Zčásti zalesněná zahrada je orientovaná na východ a sahá až k ohradní zdi Královské obory Stromovka. 
Po zboření středověkého kostela sv. Gottharda a výstavbě nového kostela z roku 1801 následovaly postupně také přestavby dvorců a usedlostí na domy. Statek Přední Ovenec vlastnil Josef Ignác Buček, povýšený do stavu svobodných pánů s predikátem z Heraltic, a po něm Johann Schlöcht s manželkou Barborou a dětmi Mořicem, Barborou a Janem. Tak došlo také ke stavbě tohoto klasicistního domu od neznámého architekta. Jeho situaci ve dvoře zachycuje indikační skica stabilního katastru z roku 1840. Gotthardská ulice byla tehdy silnicí vedoucí ke Královské oboře. 
V pražských adresářích z let 1871–1907 se dům nazývá vila a vlastnil ji společně se sousedním čp. 28 majitel realit a mlýna Heinrich Legler z Rokycan (1826–1901) s manželkou Agnes Savoye (1827–1887). Sousední dům čp. 28, ve kterém Legler jako bezdětný vdovec zemřel, bývá někdy označen U města Vídně s nájemcem Jakubem Wienem.

## Budova
Třípodlažní obdélná budova o devíti okenních osách je ve svahu orientovaná průčelím směrem na severozápad. Vstupní průčelí má uprostřed osově umístěný trojosý rizalit završený trojbokým štítem, v jehož tympanonu je umístěno domovní znamení: reliéf Božího oka v trojboké paprsčité svatozáři.
Správa služeb diplomatického sboru dala budovu adaptovat pro velvyslanectví Nizozemského království po roce 1997, kdy velvyslanectví opustilo Nostický palác, v němž sídlilo již od doby meziválečné. 